# Bad Oeynhausen
Bad Oeynhausen, cittadina termale tedesca, si trova ai piedi della catena dei Wiehengebirge nella regione Ostwestfalen-Lippe in Renania Settentrionale-Vestfalia. Le città più vicine sono Hannover (Bassa Sassonia) e Bielefeld (Renania Settentrionale-Vestfalia).
Appartiene al distretto governativo (Regierungsbezirk) di Detmold e al circondario (Kreis) di Minden-Lübbecke (targa MI).
Bad Oeynhausen si fregia del titolo di "Media città di circondario" (Mittlere kreisangehörige Stadt).
Vi ebbe sede il quartier generale britannico della zona di occupazione britannica dopo la Seconda guerra mondiale.